# Epinephelus fuscoguttatus
Epinephelus fuscoguttatus är en art i familjen havsabborrfiskar som finns i Stilla havet och Indiska oceanen.

## Utseende
En långsträckt fisk med en sluttande, i huvudsak konvex panna som dock har en tydlig fördjupning vid ögonen. Munnen har underbett och 3 till 4 rader tänder i underkäken, de inre betydligt större än de yttre. Som vanligt inom familjen består ryggfenan av två sammanvuxna delar, den främre hård och enbart bestående av taggstrålar (11 hos denna art, med fria spetsar, den 3:e eller 4:e längst), den bakre mjuk och endast uppbyggd av mjukstrålar (14 till 15). På liknande sätt har analfenan 3 taggstrålar och 8 mjukstrålar. Bröstfenorna har 18 till 20 mjukstrålar, stjärtfenan har konvex bakkant. Färgen är ljust gulbrun med 5 vertikala band av oregelbundna, mörkbruna fläckar och små, bruna fläckar över hela kroppen inklusive fenorna. Även de mörkbruna banden har prickar, som är mycket mörkare än övriga. På käkarnas sidor har den 2 till 3 svaga, mörka band, och över den bakre delen av stjärtfenans spole finns en liten, svart, sadelformad markering. Arten blir normalt inte mycket längre än 50 cm, men kan som mest bli 120 cm och väga 11 kg.

## Vanor
Epinephelus fuscoguttatus förekommer nära korallrev på revsluttningar, i laguner och kanaler ner till 60 meters djup. Ungfiskarna lever bland sjögräs. Födan består av fiskar, krabbor och bläckfiskar. Som mest kan arten bli över 40 år gammal.

### Fortplantning
Arten är hermafrodit med könsväxling som börjar sitt liv som hona. Denna byter senare kön till hane, även om inte alla honor byter kön. Den samlas i stora stim i samband med parningen.

## Betydelse för människan
Lokalt, kommersiellt fiske förekommer, trots rapporter från flera områden om ciguateraförgiftning. Fiskodling förekommer också, inte minst i Singaporeområdet. Främsta fångstmetoder är spö, fällor och ljuster.

## Utbredning
Epinephelus fuscoguttatus finns i Stilla havet och Indiska oceanen från Röda havet och Östafrika (ner till Moçambique) österut till Samoa och Phoenixöarna, norrut till Japan och söderut till Australien.

## Status
Arten är klassificerad som nära hotad ("NT") av IUCN. Några data om populationsutvecklingen är ej kända, men klassificeringen grundar sig på att fiskens levnadssätt med stora samlingar inför parningen gör den särskilt sårbar för fiske, och det faktum att många fiskar tas levande för att användas till fiskodling. Habitatförstöring (av korallrev och ungfiskarnas sjögräsbäddar) är ytterligare ett hot.